# Campeonato do Vale do Cávado 2010/2011
O Campeonato de Futebol Amador do Vale do Cávado da temporada 2010-2011 foi a 7ª edição desta competição de futebol amador para clubes não federados da Região de Braga, ganha pelo GD Penela.

## Participantes
| Equipas                 | Equipas  | Equipas                   | Equipas                                | Equipas         | Equipas |
| Equipa                  | Concelho | Freguesia                 | Estádio                                | Época 2009-2010 |         |
| ----------------------- | -------- | ------------------------- | -------------------------------------- | --------------- | ------- |
| GD Penela               | Braga    | Adaúfe                    | Campo de Águas Santas-Póvoa Lanhoso    | 2º lugar        |         |
| Jacarés FC              | Braga    | Celeirós                  | Parque Desportivo Celeirós - O Feliz   | 1º lugar        |         |
| GD Leões Sta. Lucrécia  | Braga    | Santa Lucrécia de Algeriz | Parque Desportivo de Santa Lucrécia    | 4º lugar        |         |
| Malmequeres             | Braga    | Celeirós                  | Campo Desportivo de Tadim              | NI*             |         |
| Amigos da Noite         | Amares   | Rendufe                   | Campo de Santo André                   | 11º lugar       |         |
| ARCD Cairense           | Amares   | Caires                    | Parque Desportivo de Caires            | 9º lugar        |         |
| Estrelas União Barreiro | Braga    | Adaúfe                    | Campo de Jogos de Adaúfe               | 6º lugar        |         |
| Barros FC               | Braga    | Gualtar                   | Campo de Jogos de Nogueira             | 8º lugar        |         |
| Amigos Electro Noval    | Braga    | Aveleda                   | Campo Desportivo de Aveleda            | 3º lugar        |         |
| Imparáveis FC           | Braga    | Fradelos                  | Campo de Futebol de Cunha              | 7º lugar        |         |
| Dukes FC                | Braga    | Cabreiros                 | Campo de Cabreiros                     | 14º lugar       |         |
| Dínamo FC               | Braga    | Ferreiros                 | Campo Desportivo de Ferreiros          | 16º lugar       |         |
| ACR Os Unidos de Fiscal | Amares   | Fiscal                    | Campo Desportivo de Fiscal             | 17º lugar       |         |
| Juventus de Real        | Braga    | Real                      | Campo de Jogos do Sr. de Lírio-Semelhe | 13º lugar       |         |
| Os Camaradas CF         | Braga    | Padim da Graça            | Campo de Jogos do Sr. de Lírio-Semelhe | 12º lugar       |         |
| Juventude Gualtar FC    | Braga    | Gualtar                   | Campo de Futebol da Bela-Crespos       | 5º lugar        |         |
| SCOT (Os Tremeladas)    | Braga    | Celeirós                  | Campo de Jogos de Airão                | 15º lugar       |         |

- O clube os Malmequeres participou pela 1ª vez no 7ª Campeonato do Vale do Cávado na Época 2010/2011. Por seu lado, a equipa de Crespos, participou pela última vez no 6º Campeonato do Vale do Cávado, após terminarem na 10ª posição.

## Tabela Classificativa
|     | Equipa             | Pts | J  | V  | E | D  | GM  | GS |
| --- | ------------------ | --- | -- | -- | - | -- | --- | -- |
| 1.  | GD Penela          | 81  | 32 | 26 | 3 | 3  | 104 | 36 |
| 2.  | Jacarés FC         | 75  | 32 | 23 | 6 | 3  | 83  | 36 |
| 3.  | Leões Sta.Lucrécia | 71  | 32 | 22 | 5 | 5  | 97  | 42 |
| 4.  | Malmequeres        | 59  | 32 | 18 | 5 | 9  | 66  | 52 |
| 5.  | Amigos da Noite    | 57  | 32 | 18 | 3 | 11 | 55  | 28 |
| 6.  | ARCD Cairense      | 56  | 32 | 17 | 5 | 10 | 77  | 64 |
| 7.  | EU Barreiro        | 47  | 32 | 14 | 5 | 13 | 72  | 75 |
| 8.  | Barros FC          | 46  | 32 | 5  | 3 | 7  | 33  | 34 |
| 9.  | Amigos E. Noval    | 40  | 32 | 11 | 7 | 14 | 49  | 62 |
| 10. | Imparáveis FC      | 39  | 32 | 11 | 6 | 15 | 57  | 72 |
| 11. | Dukes FC           | 36  | 32 | 9  | 9 | 14 | 43  | 49 |
| 12. | Dínamo FC          | 34  | 32 | 9  | 7 | 16 | 53  | 73 |
| 13. | ACR Unidos Fiscal  | 30  | 32 | 8  | 6 | 18 | 39  | 63 |
| 14. | Juventus Real      | 30  | 32 | 7  | 9 | 16 | 57  | 94 |
| 15. | CF Os Camaradas    | 29  | 32 | 8  | 5 | 19 | 37  | 59 |
| 16. | Juv. Gualtar       | 26  | 32 | 6  | 8 | 18 | 48  | 82 |
| 17. | SCOT               | 9   | 32 | 1  | 6 | 25 | 42  | 92 |

(Actualizado a 26 Janeiro de 2012)
- Legendas:

Pts: Pontos da equipa na competição

J: Jogos

V: Vitórias

E: Empates

D: Derrotas

GM: Golos marcados

GS: Golos sofridos
Critérios de desempate:
1. Melhor diferença de golos;
2. Mais vitórias;
3. Mais golos marcados na competição.

## Jornadas
Para consultar o calendário de jogos completo e respectivos resultados, consultar site da equipa Amigos da Noite (http://www.amigosdanoite.net/calendario/resultados/epoca-2010-2011/)